# 百団大戦
百団大戦（ひゃくだんたいせん）は、日中戦争（支那事変）中の1940年8月から12月にかけ、山西省・河北省周辺一帯において、中華民国国民革命軍に参加中の中国共産党軍と、大日本帝国陸軍の間で起きた一連の戦い。「百団大戦」は中国側の呼称で、中国共産党軍の参加兵力が約100個の「団」（連隊に相当）とされることに由来する。小部隊でのゲリラ戦を得意とした中国共産党の八路軍が、初めて行った大規模な攻勢である。日本側は、第一期・第二期晋中作戦などの掃討作戦を発動して対抗した。中国共産党軍は日本軍の警備部隊や施設に損害を与える一定の戦術的成功を収めたが、作戦の戦略的意義については評価が分かれている。

## 背景

### 華北での共産党勢力の伸長
日中戦争の勃発後、日本陸軍は華北一帯を占領下に置いたが、中国国民党政権系の軍が撤退した後の権力の空白に乗じて勢力を伸ばしたのが中国共産党だった。開戦前に山西省で閻錫山（国民党に帰順）と提携していた中国共産党は、日本陸軍の進攻によって閻錫山の第2戦区軍が陝西省に退避すると、後に残って山西省の根拠地化を図った。河北省でも、共産党軍が、国民党政権から冀察戦区司令官に任じられていた鹿鍾麟を攻撃して追放してしまった。山西省を占領中の日本の第1軍は、1940年4月から6月にかけて、晋南地域に残る衛立煌の第1戦区軍を攻撃したが、このときも中国共産党は日本軍の進撃の後を追うように勢力圏を広げた。
中国共産党の部隊である八路軍は、建前上は国民革命軍の一部として国民党政権指揮下の共同部隊であったが、実際には他の国民革命軍部隊の赤化工作や、民兵の組織を積極的に行って、独自の戦力養成に努めた。1940年春には、山西省に展開していた国民党系の第97軍のほとんどを吸収していた。八路軍の装備は迫撃砲や機関銃程度の範囲ではあるものの次第に充実し、ヘルメットを着用した兵士が増えている。兵の練度も向上してきた。しかし、八路軍は「政治七分、軍事三分」を標榜し、前述のように国民党政権軍の戦闘に積極的に協力せず、日本軍との直接交戦は避けることを基本としていた。
日本陸軍は、1940年には共産党の勢力拡大を危惧しており、徐々に八路軍への攻撃を増やしていった。北支那方面軍は、昭和15年度粛正建設計画の中で、共産党軍を重点攻撃対象と定めていた。もっとも北支那方面軍に属する第1軍は、前述のように国民党政権の正規部隊の撃破も依然として重視していた。

### 宜昌陥落による国民党政権の動揺
1940年6月中旬、宜昌作戦での敗北や汪兆銘政権の成立で、蔣介石率いる国民党政権は動揺した状態にあった。桐工作と呼ばれる日中和平交渉も進展の動きを見せていた。

### 共産党の攻勢計画
八路軍総司令官朱徳は、1940年7月、延安で開かれた会議で、華北での戦闘について、過去3年間に培った基礎をもってすれば最終的には日本軍を一掃できるなどと報告した。このような過激な主張の背景としては、上述のように国民党政権が動揺していたことから対日戦意の高揚を図ったことや、国民党政権軍に対する八路軍の戦力誇示の意図があったと推測されている。
朱徳と副総司令官彭徳懐は、同月、百団大戦について準備命令を発した。参加兵力は最低でも22個団とされ、石太線（山西省太原-河北省石家荘間）、同蒲線（zh, 大同-風陵渡間）、平漢線（北京-漢口間）津浦線（天津-浦口間）、北寧線（北京-瀋陽間）の各鉄道設備がそれぞれ攻撃目標とされた。最重要目標は、中国共産党の本拠地である延安と華北を結ぶ石太線である。また山西省の井徑炭坑などの鉱山も攻撃目標とされた。これを受けて八路軍晋察冀軍区の第120師（zh）と第129師（zh）その他が投入されることになった。

## 参加兵力
5ヶ月にわたる戦役のため、以下に示すのは最大参加兵力である。資料によっては日中双方二十万人ずつの投入兵力というものもある。
- 中国側：八路軍第120師及び指揮下部隊計46個団、第129師及び指揮下部隊計20個団、合計40万人
- 日本側：北支那方面軍（中心は山西省の第1軍）、駐蒙軍
- 満州国軍：15万人[要出典]

## 戦闘経過

### 八路軍の第一次攻勢と日本軍の第一期晋中作戦
8月20日夜、八路軍は山西省を中心に一斉に攻撃を開始した。京漢線方面では、晋察冀辺区軍の一部や第129師の一部など8000人以上が襲来して、鉄道に損害が出た。日本側は第110師団や独立混成第1旅団によって8月25日までに撃退した。同蒲線沿線でも八路軍と、独立混成第3・第9旅団や第41師団が交戦した。
石太線や太原に対しては、第129師の6000人やその他の部隊が向かった。これらの地域で1拠点に1個小隊以下の高度分散配置で手薄な警備をしていた日本の独立混成第4・第8・第9旅団と交戦状態となった。日本側は、交通網の遮断のため素早く増援部隊を送ることができず、居留民まで武装させるなどしたが、苦戦した。例えば娘子関（zh）地区では20kmの担当範囲に1個中隊の日本軍守備隊が6分割配置された状態で戦闘となり、偶然通りかかった列車に乗車中の兵士の支援を受けてかろうじて持ちこたえた。独混第8旅団の担当地区にある井徑炭坑は、3個所の採掘地点にわずか各1個分隊程度の態勢だったところ、それぞれ1000人以上の八路軍の攻撃を受けて、うち1か所が放火により完全に破壊された。
日本の第1軍は、独混第4・第9旅団を反撃に出撃させ、8月30日から9月18日にかけて、石太線方面に襲来した第129師を攻撃した（第一期晋中作戦）。八路軍は反撃を避けるため、分散退避した。

### 八路軍の第二次攻勢と日本軍の第二期晋中作戦
9月22日、八路軍は、部隊を集結させて同蒲線に対する攻撃を再開した。同蒲線沿線の寧武県を警備中の独混第3旅団隷下の拠点は、22日早朝に一斉攻撃を受けてかなりの損害を生じた。独混第3旅団は翌23日から反撃を開始し、10月2日までに八路軍を撃退した。
石太線方面に対しても、9月24日朝、第129師を中心とした八路軍の精鋭部隊が再攻撃を行った。楡社県と遼県の間などに分散配置されていた独混第4旅団の脆弱な警備拠点の多くが、全滅に近い損害を被った。9月の同旅団の損害は、百団大戦期間中で最多の戦死162人に達している。独混第4旅団は救援部隊を派遣し、石太線の各拠点を復旧させた。
反撃を受けた八路軍は、遼県付近の山地や東潞線（同蒲線から太谷にて潞安へ分岐）西方山地の根拠地に帰還し、東潞線への襲撃を続けた。これに対し、日本の第1軍は、第二期晋中作戦を実施して共産党勢力の撃滅を図った。第1軍は、10月11日から12月3日にかけて、第36師団・第37師団・第41師団・独混第4旅団を出撃させ、八路軍部隊の追跡と根拠地に対する燼滅作戦を行った。

### 察哈爾省方面での戦闘
9月22日、山西省方面での第二次攻勢と同時に、察哈爾省察南南境地方に集結していた八路軍部隊も、日本軍の小拠点や通信線や道路といった日本側施設に対して攻撃を開始した。これに対して、日本の駐蒙軍は、主力部隊を傅作義軍に対する警戒のため出撃中であったことから、兵力比において非常に不利な態勢での戦闘になった。独混第2旅団の独立歩兵第4大隊では、淶源県で分散警備中に襲撃を受けて包囲され、そのうちの2か所の分駐拠点が数日間の戦闘の末に全滅した。戦力を集結した駐蒙軍は、9月28日までに包囲された友軍部隊を救出し、10月13日から11月2日にかけて晋察冀辺区粛清作戦を実行して八路軍部隊を掃討した。

## 結果
奇襲攻撃を受けた日本側の設備損害は軽いものではなかった。駅舎などが破壊され、線路は各地でレールが外され、枕木が焼かれた。日本側記録によると、鉄道の損害は橋梁爆破73件・トンネル爆破3件・駅舎焼失20件・給水塔爆破5件・線路破壊117件（距離44km以上）、通信網の損害は電柱切断1333本・同倒壊1107本・電線切断146kmに及んだほか、井徑炭坑の採掘場1個所が半年間機能停止となった。中国側主張によれば、鉄道474キロメートル、道路1502キロメートル、橋梁破壊213件、トンネル破壊11件、駅破壊37件とされる。
八路軍の行動としては異例なことに、日本軍の部隊に対する積極攻撃も試みられたため、日本軍に一定の人的損害も生じた。しかし、人的損害に関しては、日中双方の記録が著しく食い違っている。中国側は、日本側拠点2993か所を攻略して、日本兵20645人と満州国軍その他の親日政権軍将兵5155人を死傷させたと主張する。これに対し、日本側の全損害をまとめた史料は無いが、最大の損害を受けた独混第4旅団の記録でも戦死者は276人にとどまっている。
八路軍の損害も、非常に大きなものとなった。中国側も自軍の損害として戦死傷者22000人を超えると認めている。

## 影響
日本軍は、これまで軽視していた中国共産党軍の戦闘能力に対する評価を改め、対抗策を強化した。
まず、奇襲攻撃を受けたことへの反省から、中国共産党軍に関する情報収集態勢が強化された。北支那方面軍司令部の第二課（情報部門）は中国共産党に調査の重点を移した。中国共産党軍の暗号は、国民党軍のものと異なって解読困難とされていたが、1941年2月中旬にはその一部の解読に成功した。
また、北支那方面軍の戦闘も、国民党正規軍の野戦による撃破から、共産党軍の制圧により一層重点が置かれるようになった。警備兵力を増加させるとともに作戦の方式も改善された。捕捉困難な共産党軍の追撃はせず、代わりに日本側支配地の村落や鉄道などをトーチカや塹壕で防衛、そして共産党軍支配地域に対しては区分けして少しずつ徹底した掃討をすることにした。中国側はこうした日本軍の侵攻を「蚕食作戦」と呼んだ。
日本軍のこれらの対策により、中国北部での日本側治安活動の成果は著しく高まった。

## 戦略的評価
中国共産党軍が百団大戦を実行したことの戦略的意義について、中国側は、中国共産党の『抗日戦争時期的中国人民解放軍』『八路軍百団大戦特報』といった文献では、中国全土に衝撃を与えて日本軍を恐怖させたと高く評価している。
これに対し、前述の通り日本側が本格的な中国共産党軍対策を講じたことにより、翌1941年から1942年にかけて中国共産党は軍事的にも政治経済的にも大打撃を受ける結果を招いたことを指摘し、本作戦は戦術的成功ではあっても戦略的に見れば早すぎた攻勢であったとの評価もある。中国側も、本作戦の指揮官であった彭徳懐の失脚に際し、本作戦によって過早に八路軍の手の内を曝露してしまったことを彼の失敗の一つに掲げている。

## 発展文献
- 防衛庁防衛研修所戦史室 『北支の治安戦（1）』 朝雲新聞社〈戦史叢書〉、1968年。